# Erik Serrano
Erik Serrano, född 1968, är en svensk ingenjör och forskare inom byggnadsmekanik med inriktning på träbyggnadsteknik. Han är sedan 2014 professor i byggnadsmekanik vid Lunds Tekniska Högskola, Lunds universitet.
Serrano studerade till civilingenjör vid Lunds Tekniska Högskola och doktorerade därefter vid samma högskola 2001. 2003-2014 var han verksam vid SP Sveriges Tekniska Forskningsinstitut. 2007-2014 innehade han den så kallade Linnéprofessuren i träbyggnadsteknik vid Linnéuniversitetet, och blev därefter professor i byggnadsmekanik i Lund. Hans forskning handlar om hållfasthet i trä och träbaserade konstruktionsmaterial och komponenter, exempelvis limträ och korslimmat trä (KL-trä).
Serrano är medlem nr. 1725 av Kungliga Ingenjörsvetenskapsakademien, avdelning VIII (Skogsnäringens teknik).